# Guarea luciae
Guarea luciae är en tvåhjärtbladig växtart som beskrevs av H. de Souza Barreiros. Guarea luciae ingår i släktet Guarea och familjen Meliaceae. Inga underarter finns listade i Catalogue of Life.